# Луї Дарк
Луї Дарк (фр. Louis Darques, 8 червня 1896, Сент-Уан-сюр-Сен — 18 лютого 1984, Бобіньї) — французький футболіст, що грав на позиції півзахисника за клуб «Олімпік» (Париж) та національну збірну Франції.

## Клубна кар'єра
У дорослому футболі дебютував 1917 року виступами за команду «Олімпік» (Париж), кольори якої і захищав протягом усієї своєї кар'єри гравця, що тривала вісім років. 1918 року ставав володарем Кубка Франції. 

## Виступи за збірну
1919 року дебютував в офіційних матчах у складі національної збірної Франції. Протягом наступних п'яти років провів у її формі 9 матчів, забивши 1 гол.
Помер 18 лютого 1984 року на 88-му році життя в Бобіньї.

## Титули і досягнення
- Володар Кубка Франції (1):

«Олімпік» (Париж): 1917-1918